# Charles Clifford (homme politique)
Pour les articles homonymes, voir Charles Clifford et Clifford.
Charles Clifford, né le 1er janvier 1813 à Mount Vernon dans le Lancashire en Angleterre et mort le 27 février 1893 à Londres, est un homme politique néo-zélandais. Il est, en 1854, le premier président de la Chambre des représentants de Nouvelle-Zélande.

## Biographie
Il est l'aîné de neuf enfants, dans une famille catholique ayant des liens de parenté avec l'aristocratie anglaise. Il est éduqué au Stonyhurst College, puis travaille comme ingénieur pour une compagnie de chemins de fer. En 1842 il émigre en Nouvelle-Zélande, qui vient d'être annexée par l'Empire britannique, et où la société coloniale n'en est qu'à ses débuts. Avec son cousin Frederick Weld il fonde de larges fermes d'élevage ovin. Il devient juge de paix, puis magistrat en 1846. Dans le même temps il participe en 1845 à la création de la milice de Wellington, et y est capitaine. En 1847 il épouse Mary Ann Hercy, fille d'un juge de paix ; le couple aura cinq enfants.
Il milite pour la mise en place d'une autonomie politique de la colonie, et se rend à Londres en avril 1848 pour porter au Bureau des Colonies les revendications de l'Association constitutionnelle des colons de Wellington (Wellington Settlers' Constitutional Association). Sa démarche est sans succès, mais le gouvernement britannique accorde l'autonomie à la colonie en 1852, avec la création de gouvernements national et provinciaux. Clifford est élu député au Conseil provincial de Wellington en octobre 1853, et devient le premier président (speaker) de cette assemblée. Élu dans le même temps député de Wellington à la Chambre des représentants lors des premières élections législatives nationales en 1853, il est unanimement élu président de la Chambre par les députés lors de leur première session, le 26 mai 1854. Âgé alors de 41 ans, il demeure à ce jour le plus jeune titulaire de ce poste. Il contribue à définir les procédures parlementaires, s'inspirant naturellement du modèle de Westminster.
Il conserve son siège de député aux élections de 1855, alors que la Nouvelle-Zélande se voit accorder le droit à un gouvernement responsable. Ceci marque le début d'un régime réellement parlementaire dans la colonie. Siégeant toujours sans étiquette (puisque le pays n'a pas encore de partis politiques), il est réélu président de la Chambre. Il continue dans le même temps à siéger au Conseil provincial de Wellington, jusqu'à ce qu'il y perde son siège aux élections provinciales de novembre 1857. Il est fait chevalier en 1858. Il ne se représente pas lors des élections législatives de 1860, et retourne en Angleterre avec sa famille en décembre. Il continue néanmoins à suivre avec intérêt les affaires politiques et économiques de la Nouvelle-Zélande ; vice-président de la chambre de commerce de la colonie, il y demeure l'un des principaux propriétaires terriens.
Il est fait baronnet en 1887, et meurt à Londres le 27 février 1893, à l'âge de 80 ans.